# Břidličná
Břidličná (précédemment : Frýdlant nad Moravicí ; en allemand : Friedland) est une commune du district de Bruntál, dans la région de Moravie-Silésie, en Tchéquie. Sa population s'élevait à 2 931 habitants en 2024.

## Géographie
Břidličná est arrosée par la Moravice et se trouve à 11 km au sud-ouest de Bruntál, à 65 km à l'ouest-nord-ouest d'Ostrava et à 211 km à l’est de Prague.
La commune est limitée par Velká Štáhle, Václavov u Bruntálu et Valšov au nord, par Lomnice à l'est, par Ryžoviště au sud, et par Rýmařov à l'ouest.

## Histoire
La première mention écrite de la localité date de 1320.

## Administration
La commune se compose de trois sections :
- Břidličná
- Albrechtice u Rýmařova
- Vajglov

## Patrimoine
Patrimoine religieux

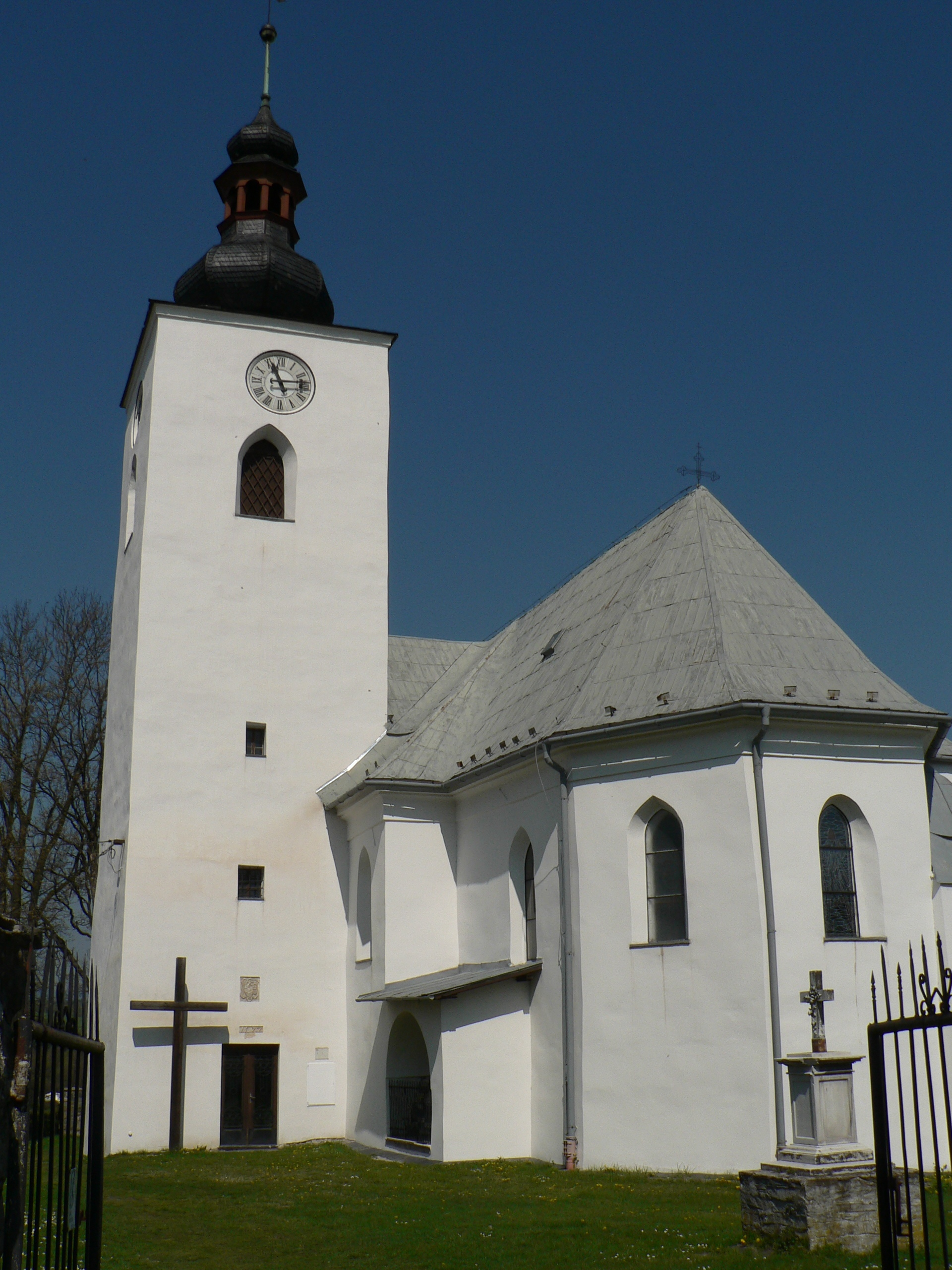
Église des Rois mages.
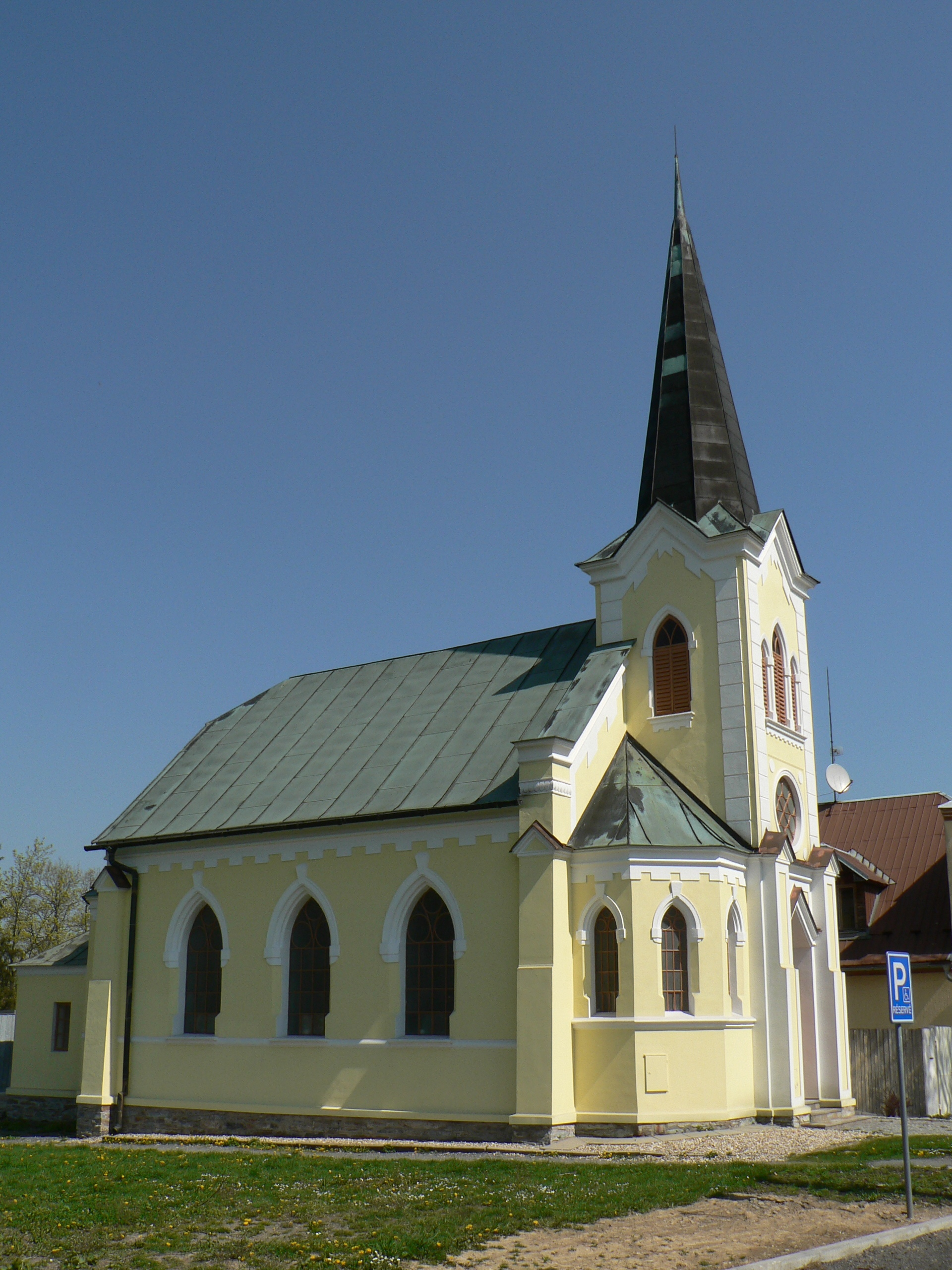
Église du Saint-Esprit.
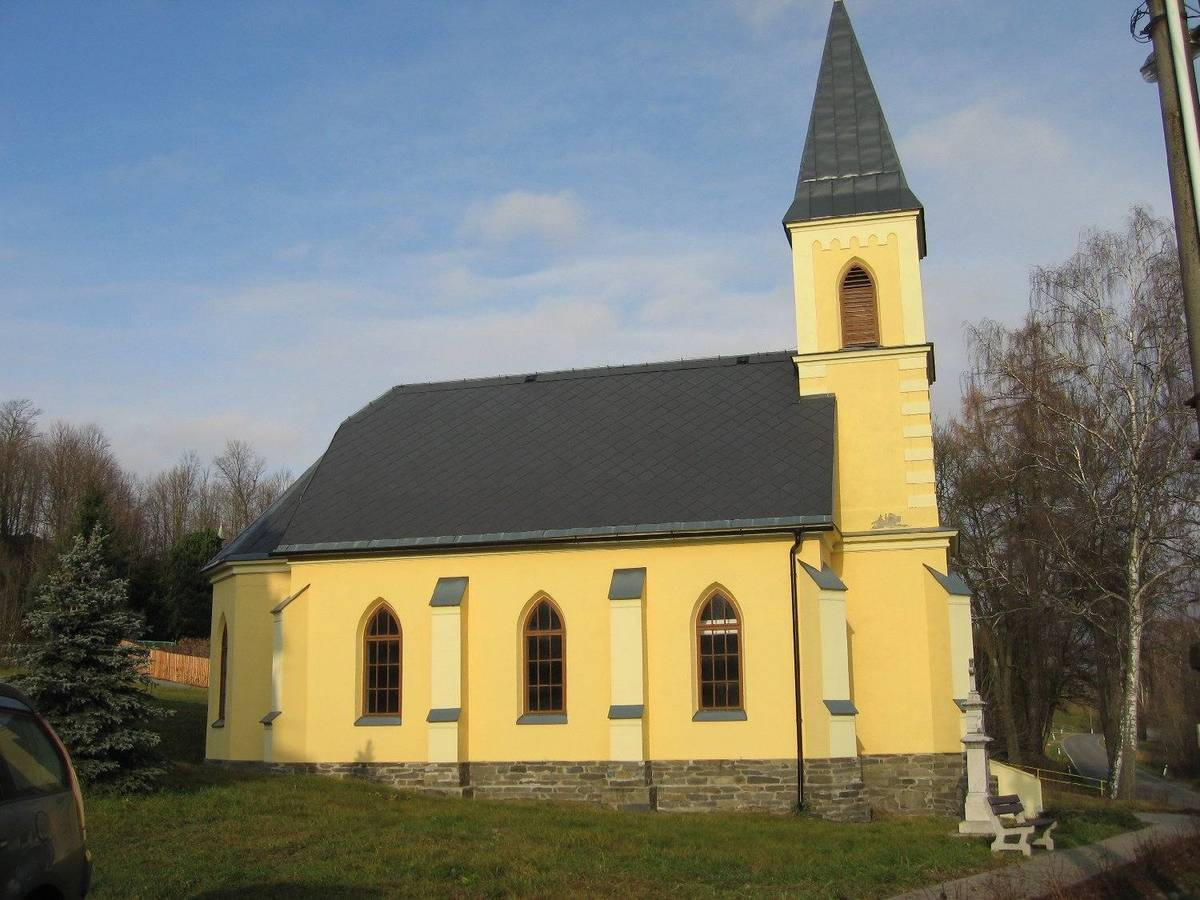
Chapelle Saint-Antoine de Padoue à Vajglov.

## Transports
Par la route, Břidličná se trouve à 10 km de Rýmařov, à 13 km de Bruntál, à 51 km d'Opava, à 91 km d'Ostrava et à 274 km de Prague.